# آلاچاتی
آلاچاتی (به ترکی استانبولی: Alaçatı) شهری است در کشور ترکیه که در استان ازمیر واقع شده‌است. جمعیت این شهر بر اساس سرشماری سال ۲۰۰۸ میلادی ۸٬۸۳۹ نفر و بر اساس برآوردهای سال ۲۰۰۹ میلادی ۱۰٬۴۷۲ نفر می‌باشد.